# Etheostoma pallididorsum
The paleback darter (Etheostoma pallididorsum) là một loài cá thuộc họ Percidae. Nó là loài đặc hữu của Hoa Kỳ.